# Universitatea Francis Xavier
Universitatea Francis Xavier este o universitate catolică, situată în Antigonish, Noua Scoție, Canada. Universitatea reunește aproximativ 4.200 de studenți. Principalele obiecte de studiu sunt artele, științele economice, științele exacte și informatica.